# Cerro Muriano
Cerro Muriano est un quartier espagnol appartenant aux municipalités de Cordoue et Obejo, dans la province de Cordoue. La partie de Cordoue appartient au district périurbain de l'Est-Campiña.

## Histoire
Cerro Muriano, à l'époque de l'empereur Tibère, a dû devenir l'une des plus importantes villes ou districts miniers de la Bétique. Selon Pline, l'exploitation des minéraux dans cette région était connue sous le nom d'Aes Marianum.
Le nom de la ville peut provenir étymologiquement de plusieurs mots : Cerro de la Muerte (colline de la mort) du latin Morituri en raison du nombre élevé de mineurs qui sont morts parce que la plupart des mines étaient inondées. Une autre origine pourrait être "mur muris" (rongeur) en raison du nombre élevé de ces animaux.

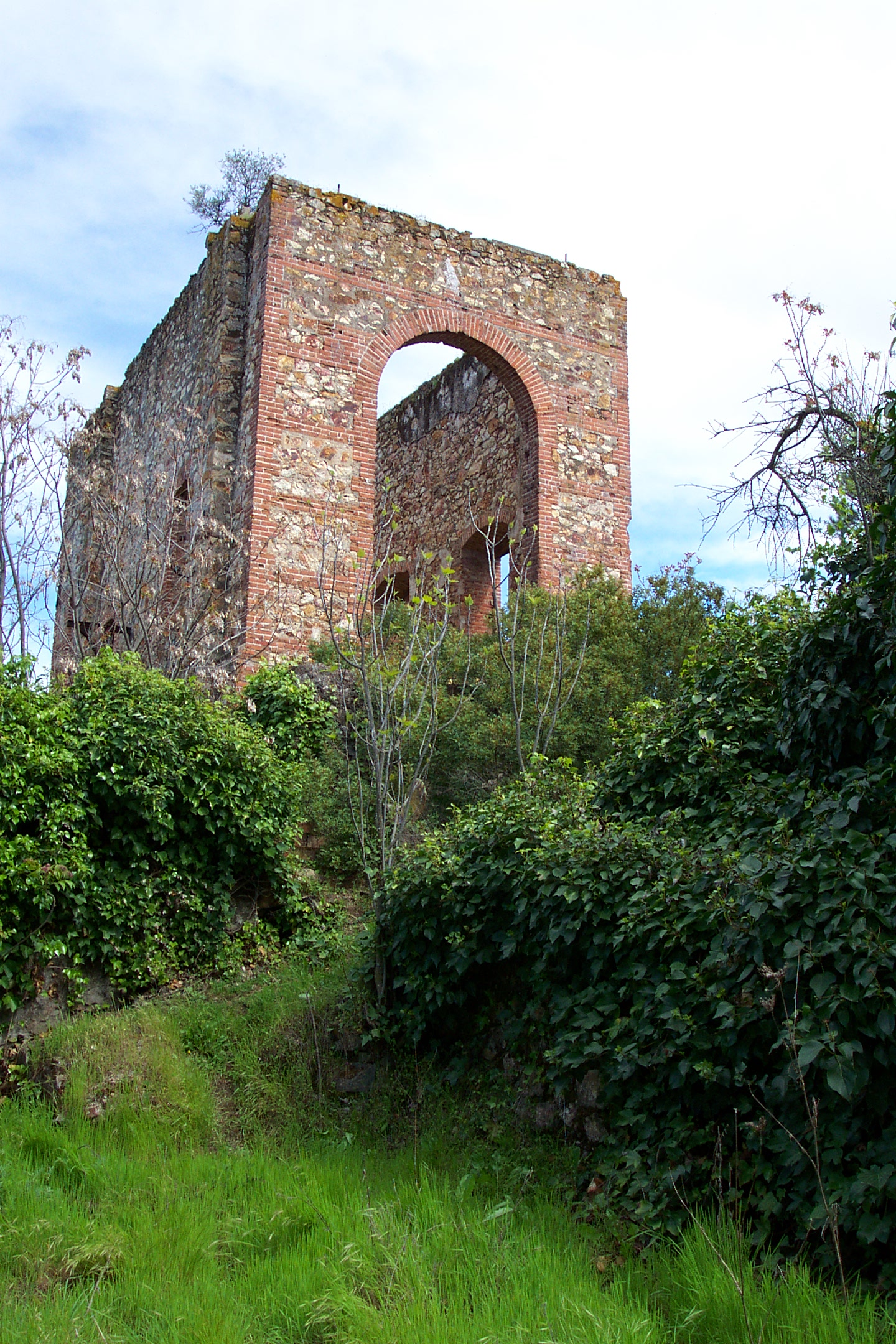
Puits de San Rafael

D'après les fouilles archéologiques, elles ont dû être systématisées vers le premier tiers du Ier siècle de notre ère, sous le règne de Tibère, bien que la stratigraphie du Cerro de la Coja montre une présence romaine dès le début du Ier siècle.
Cerro Muriano, a déjà suscité l'intérêt des chercheurs et des scientifiques dans le dernier tiers du XIXe siècle, lorsque la Córdoba Copper Company Ltd a commencé à exploiter le gisement.
Au cours de la Seconde République, le ministre de la Guerre de l'époque, Manuel Azaña, a acquis pour l'État les terres actuellement occupées par la base militaire BRIMZ X. Cette base est bien connue des générations d'Espagnols qui y ont effectué leur service militaire.
Depuis 1929, à la suite de la décision de la Córdoba Copper Company Ltd. d'abandonner l'exploitation minière dans la région, causée par la chute du prix du cuivre à la bourse de Londres, elle a atteint son apogée avec la fermeture du puits de San Rafael. Cerro Muriano a perdu sa principale ressource économique.
Les différentes interventions et études archéologiques réalisées dans la ville depuis le milieu des années 1990 au Cerro de la Coja n'ont fait que souligner l'importance de ce site archéologique.

## Transport
Cerro Muriano est régulièrement relié à la capitale provinciale, Cordoue, par une ligne de bus urbaine périphérique, la ligne N, avec des arrêts intermédiaires et des départs toutes les heures et demie environ. Cette ligne emprunte la "vieille route" de Muriano, une route qui, après la construction de la nouvelle N-432, a été réservée à cet usage.
Les autres véhicules rejoignent généralement la municipalité par la N-432 susmentionnée, qui est plus rapide et plus droite que l'ancienne route.

## Démographie
Selon l'Institut national espagnol de la statistique, en 2012, Cerro Muriano comptait 2 088 habitants recensés, dont 1 305 vivaient dans la partie Obejeño, et 783 dans la partie Cordoba.

## Cerro Muriano dans la littérature
Dans le livre ¨Capitán Cid : Artemis¨, apparaît un réservoir qui porte le nom du lieu où il a été construit, son nom est ¨Varón del Cerro Muriano¨, en référence à cette localité.